# كويتمان
كويتمان (بالإنجليزية: Quitman, Texas)‏ هي مدينة تقع بولاية تكساس في شمال شرق الولايات المتحدة. تبلغ مساحة هذه المدينة 4.8 (كم²)، وترتفع عن سطح البحر 126 م، بلغ عدد سكانها 2030 نسمة في عام 2000 حسب إحصاء مكتب تعداد الولايات المتحدة وتصل الكثافة السكانية فيها 426.1 نسمة/كم2.

## التركيبة السكانية
حدّد مكتب تعداد الولايات المتحدة بيانات التركيبة السكانية لكويتمان في تعداد الولايات المتحدة. في ما يلي، التركيبة السكانية حسب تعدادي 2000 و2010.

### تعداد عام 2000
بلغ عدد سكان كويتمان 2,030 نسمة بحسب تعداد عام 2000، وبلغ عدد الأسر 775 أسرة وعدد العائلات 510 عائلة مقيمة في المدينة. في حين سجلت الكثافة السكانية 415.6 نسمة لكل كيلومتر مربع (1,076.4/ميل2). وبلغ عدد الوحدات السكنية 874 وحدة بمتوسط كثافة قدره 178.9 لكل كيلومتر مربع (463.3/ميل2).
وتوزع التركيب العرقي للمدينة بنسبة 90.05% من البيض و6.40% من الأمريكيين الأفارقة و0.39% من الأمريكيين الأصليين و0.49% من الأمريكيين ذوي الأصول الآسيوية و1.63% من الأعراق الأخرى و1.03% من عرقين مختلطين أو أكثر و3.30% من الهسبانيون أو اللاتينيون من أي عرق.
بلغ عدد الأسر 775 أسرة كانت نسبة 31.1% منها لديها أطفال تحت سن الثامنة عشر تعيش معهم، وبلغت نسبة الأزواج القاطنين مع بعضهم البعض 50.5% من أصل المجموع الكلي للأسر، ونسبة 13.3% من الأسر كان لديها معيلات من الإناث دون وجود شريك،  بينما كانت نسبة 2.1% من الأسر لديها معيلون من الذكور دون وجود شريكة وكانت نسبة 34.2% من غير العائلات. تألفت نسبة 32% من أصل جميع الأسر من عدة أفراد يعيشون في نفس المنزل ونسبة 23.6% كانت تتألف من شخص يعيش بمفرده يبلغ من العمر 65 عاماً أو أكثر. وبلغ متوسط حجم الأسرة المعيشية 2.32، أما متوسط حجم العائلات فبلغ 2.91.
بلغ العمر الوسطي للسكان 42.9 عاماً. وكانت نسبة 22% من القاطنين تحت سن الثامنة عشر، وكانت نسبة 5.1% بين الثامنة عشر والرابعة والعشرين عاماً، ونسبة 22% كانت واقعةً في الفئة العمرية ما بين الخامسة والعشرين والرابعة والأربعين عاماً، ونسبة 18.1% كانت ما بين الخامسة والأربعين والرابعة والستين، ونسبة 21.3% كانت ضمن فئة الخامسة والستين عاماً فما فوق. يوجد لكل 100 أنثى 85.7 ذكر، ويوجد لكل 100 أنثى في الثامنة عشر من عمرها فما فوق 76.0 ذكر.
بلغ متوسط دخل الأسرة في المدينة 31,607 دولارًا، أما متوسط دخل العائلة فبلغ 39,643 دولارًا. وكان متوسط دخل الذكور 28,929 دولارًا مقابل 25,060 دولارًا للإناث. وسجل دخل الفرد الخاص بالمدينة 17,831 دولارًا. وكانت نسبة 9.2% من العائلات ونسبة 11.3% من السكان تحت خط الفقر، وكان من هؤلاء نسبة 12.6% تحت سن الثامنة عشر ونسبة 12.8% في الخامسة والستين من العمر وما فوق.

### تعداد عام 2010
بلغ عدد سكان كويتمان 1,809 نسمة بحسب تعداد عام 2010، وبلغ عدد الأسر 789 أسرة وعدد العائلات 484 عائلة مقيمة في المدينة. في حين سجلت الكثافة السكانية 370.3 نسمة لكل كيلومتر مربع (959.1/ميل2). وبلغ عدد الوحدات السكنية 886 وحدة بمتوسط كثافة قدره 181.4 لكل كيلومتر مربع (469.8/ميل2).
وتوزع التركيب العرقي للمدينة بنسبة 89.99% من البيض و5.09% من الأمريكيين الأفارقة و0.33% من الأمريكيين الأصليين و1.05% من الأمريكيين ذوي الأصول الآسيوية و1.44% من الأعراق الأخرى و2.10% من عرقين مختلطين أو أكثر و4.04% من الهسبانيون أو اللاتينيون من أي عرق.
بلغ عدد الأسر 789 أسرة كانت نسبة 28.1% منها لديها أطفال تحت سن الثامنة عشر تعيش معهم، وبلغت نسبة الأزواج القاطنين مع بعضهم البعض 45.1% من أصل المجموع الكلي للأسر، ونسبة 11.9% من الأسر كان لديها معيلات من الإناث دون وجود شريك،  بينما كانت نسبة 4.3% من الأسر لديها معيلون من الذكور دون وجود شريكة وكانت نسبة 38.7% من غير العائلات. تألفت نسبة 35.4% من أصل جميع الأسر من عدة أفراد يعيشون في نفس المنزل ونسبة 21.2% كانت تتألف من شخص يعيش بمفرده يبلغ من العمر 65 عاماً أو أكثر. وبلغ متوسط حجم الأسرة المعيشية 2.22، أما متوسط حجم العائلات فبلغ 2.83.
بلغ العمر الوسطي للسكان 44.1 عاماً. وكانت نسبة 21.8% من القاطنين تحت سن الثامنة عشر، وكانت نسبة 8.2% بين الثامنة عشر والرابعة والعشرين عاماً، ونسبة 21.5% كانت واقعةً في الفئة العمرية ما بين الخامسة والعشرين والرابعة والأربعين عاماً، ونسبة 23.5% كانت ما بين الخامسة والأربعين والرابعة والستين، ونسبة 25% كانت ضمن فئة الخامسة والستين عاماً فما فوق. وتوزع التركيب الجنسي للسكان بنسبة 45.7% ذكور و54.3% إناث.

## أعلام
- إيرل ستيوارت
- دي ساندرز
- سيسي سبيسك
- بريان هيوز

## وصلات خارجية
- The US50 - Cities and Towns in Texas State